# Saints Row
Saints Row – amerykańska gra akcji z perspektywy trzeciej osoby wyprodukowana przez Volition Inc. oraz wydana przez THQ 28 sierpnia 2006 roku na konsolę Xbox 360. Wersja gry na PlayStation 3 została anulowana.

## Fabuła
Akcja gry rozgrywa się w fikcyjnym mieście Stilwater. Gracz dołącza do Third Street Saints, wraz z innymi trzema gangami rywalizuje on o wpływy w mieście.

## Rozgrywka
Gracz wykonuje misje, na które składają się m.in. nielegalne wyścigi, ucieczka przed tłumem paparazzi lub jedna ze strzelanin, polegająca na odbiciu prostytutki. Wraz z postępami rozgrywki główny bohater gry zyskuje szacunek i pieniądze. Gracz może poruszać się w wielu budynkach, w których także ulokowane zostały cele zadań.
Na ścieżkę dźwiękową składa się ponad 100 licencjonowanych utworów, gracz również ma możliwość samodzielnego dodawania utworów.
W trybie gry wieloosobowej przez Internet (wykorzystuje Xbox Live) może uczestniczyć do 12 graczy.